# Левенсон, Михаил Абрамович
Михаил Абрамович Левенсон (1888, Качуг, Верхоленский уезд, Иркутская губерния — 22 августа 1938, Москва) — социалист-революционер, позже большевик, советский государственный деятель.

## Биография
Родился в Качуге в крещёной еврейской семье купца второй гильдии Абрама Соломоновича Левенсона (1854—1928), занимавшегося зерноторговлей на золотых приисках в Ленске, и Елизаветы Иосифовны Азадовской (1860—1930). Его дед по отцовской линии, кантонист Залман Левенсон (1810—1896), после окончания службы получил земельный надел в селе Качуг на реке Лене, где женился на субботнице Ефимии Ивановне (в замужестве Эстер Мееровне Левенсон, 1834—1912). В 1898 году семья поселилась в Иркутске.
В семье росли пятеро братьев и три сестры. Начальное образование получил в Иркутском промышленном училище. С 1905 года член Партии социалистов-революционеров (эсер). Арестовывался царской охранкой по обвинению в подготовке покушения на генерала Ренненкампфа, бежал из тюрьмы. В 1909 году был участником неудачного вооружённого нападения на один из банков, после чего совершил побег заграницу. Обучался математическим наукам в Сорбоннском университете, затем получил медицинское образование там же, — врач. Постоянно преследуемый полицией, вскоре перебрался жить в Женеву. В числе других товарищей, издавал журнал для военнопленных Первой мировой войны.

## Служба в Советской России

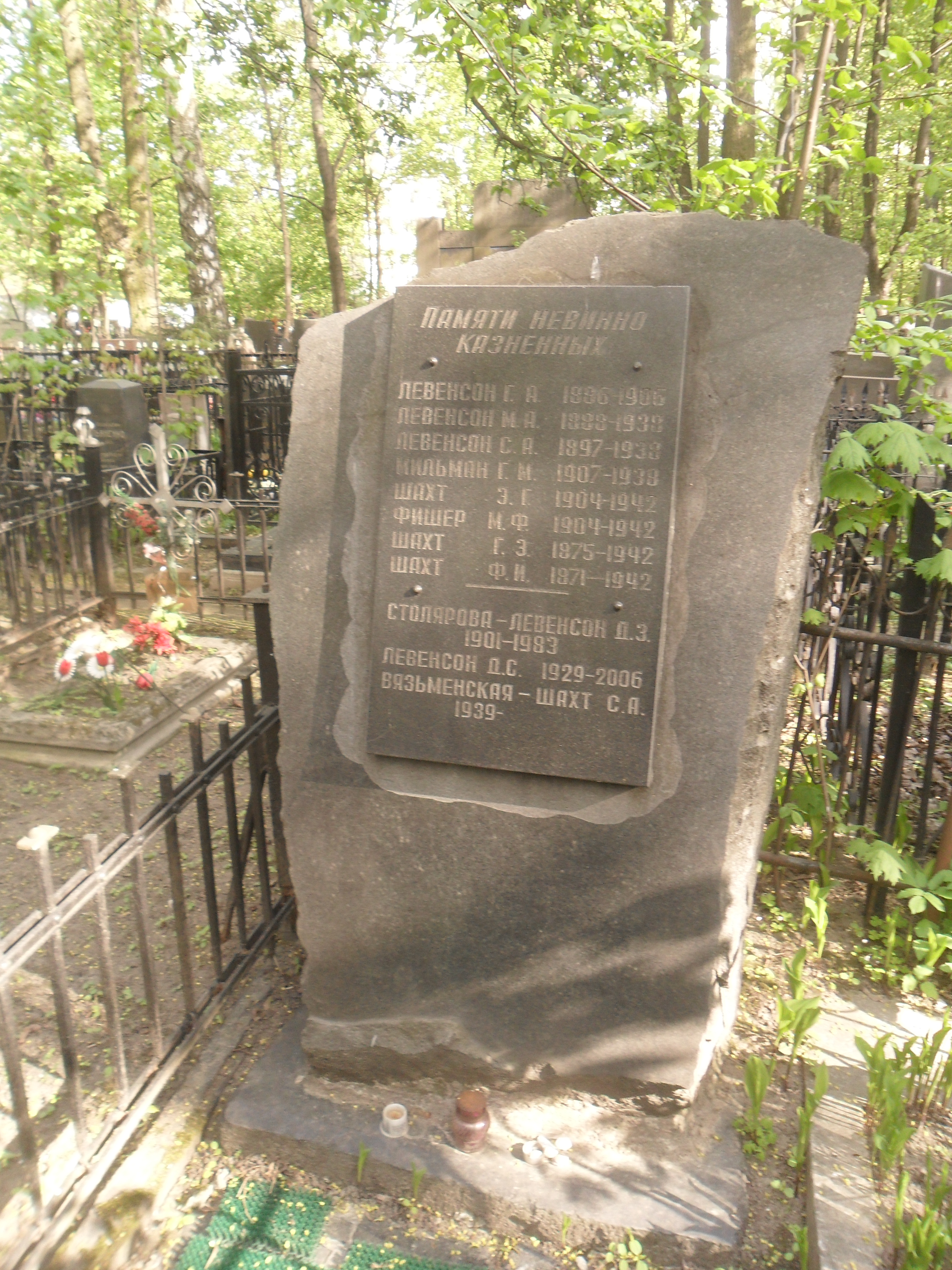
Кенотаф Левенсону на Введенском кладбище Москвы

После Февральской революции 1917 года вернулся в Россию, избран в Президиум Петроградского совета, член штаба обороны Петрограда, член ВЦИК; присоединлся к фракции левых эсеров. В 1918 году Левенсон покинул Петроград и вновь оказался в Иркутске, где работал какое-то время врачом в детских приютах. С ноября 1919 года, член Иркутского революционного комитета и лидер подпольной группы «Сибирские эсеры». Группа вела активную партизанскую войну против белогвардейцев, а после ареста большевиками Колчака, Левенсон был одним из тех, кто поставил свою подпись под приказом о его расстреле.
С 1920 по 1923 год работал в Народном комиссариате рабоче-крестьянской инспекции РСФСР-СССР — управляющим инспекцией труда и здравоохранения, а в последний год службы на этом посту, также был и членом правления «Сольсиндиката». С 1923 по 1928 гг. работал в системе Госторга РСФСР — Заместитель Председателя правления. С 1929 по 1935 гг. занимал пост Торгпреда СССР в Италии. За особые заслуги на этом посту был награждён орденом Трудового Красного знамени.
С 1935 по 1936 год был Председателем правления Торгсина. С января 1936 года стал заместителем народного комиссара внутренней торговли СССР.
В конце 1936 года был арестован, исключён из партии и осужден по сфабрикованному делу, ст. 58 (1-я категория) — расстрел. Приговор приведён в исполнение 22 августа 1938 года в Лефортовской тюрьме.

## Семья
- Жена — Розалия Савельевна Садовская (ум. 1950), уроженка Минска и выпускница медицинского факультета Сорбонны (после ареста мужа осуждена на 5 лет как член семьи изменника Родины, с последующей пятилетней высылкой), врач-гинеколог.
  - Сын — Евгений Михайлович Левенсон, выпускник Бронетанковой академии (1935), был заместителем главного конструктора на Заводе им. Лихачёва; автор монографий «Контрольно-измерительные приспособления в машиностроении» (М.: Машгиз, 1953) и «Конструирование измерительных приспособлений и инструментов в машиностроении» (с соавторами, М.: Машгиз, 1956). Внук, Андрей Евгеньевич Левенсон, написал книгу об истории своей семьи, автор учебника «Основы технической механики» (М.: Высшая школа, 4-е издание — 1989).
- Братья — Гдалий Абрамович Левенсон (1886—1906), эсер, застрелился во время неудавшейся экспроприации в Киеве; Соломон Абрамович Левенсон (1897—1938, расстрелян), выпускник юридического факультета МГУ, ответственный инструктор Политуправления Наркомата водного транспорта СССР (его сын — известный адвокат и литератор Дмитрий Соломонович Левенсон, 1929—2006, автор монографий «В собственность или напрокат? Договор проката легковых автомобилей», 1966, и «Договор аренды транспортных средств», 1969); Иосиф Абрамович Левенсон (1899—1961), кандидат медицинских наук, заведующий терапевтическим отделением Басманной больницы[8].
- Племянник — доктор экономических наук Энох Яковлевич Брегель.
- Двоюродный брат (со стороны матери) — фольклорист Марк Константинович Азадовский[9][10]. Сын двоюродной сестры (врача Евгении Израилевны Волыновой) — космонавт Борис Валентинович Волынов[10].